# Chō (jednostka miary)
Chō (jap. 町) – japońska jednostka długości lub powierzchni. 

## Jednostka długości
Jako jednostka długości 1 chō wynosi około 109,09 metra. Ponadto:
- 1 chō = 60 ken
- 36 chō = 1 ri

## Jednostka powierzchni
Jako jednostka powierzchni 1 chō wynosi 9917 m². Ponadto:
- 1 chō = 10 tan